# Bentiring Permai
Bentiring Permai is een bestuurslaag in het regentschap Bengkulu van de provincie Bengkulu, Indonesië. Bentiring Permai telt 4921 inwoners (volkstelling 2010).